# San Simón (Michoacán)
San Simón es una localidad del estado mexicano de Michoacán. Es parte del municipio de Ixtlán.

## Toponimia
El nombre «San Simón» hace referencia al santo patrono de la localidad: Simón el Apóstol.

## Demografía
| Gráfica de evolución demográfica |
|                                  |

| Censo | Población |
| ----- | --------- |
| 1900  | 769       |
| 1910  | 461       |
| 1921  | 776       |
| 1930  | 712       |
| 1940  | 601       |
| 1950  | 1043      |
| 1960  | 903       |
| 1970  | 1533      |
| 1980  | 1680      |
| 1990  | 1739      |
| 2000  | 1541      |
| 2010  | 1430      |
| 2020  | 1565      |